# Halloween Party
Halloween Party (écrit en capitales : HALLOWEEN PARTY), est un single du groupe de rock japonais Halloween Junky Orchestra.

## Présentation
Le single sort le 17 octobre 2012 sur le label Vamprose d'Avex Group. Il atteint la 3e place du classement des ventes de l'Oricon et reste classé pendant dix semaines. Il contient deux chansons écrites et composées par Hyde sur le thème d'Halloween, interprétées par de nombreux artistes. Il inclut en supplément un DVD contenant le clip vidéo de la chanson-titre. Sort aussi une édition limitée, avec une pochette différente, contenant un livret de photos supplémentaire.

## Liste des titres
CD
1. HALLOWEEN PARTY
2. Penalty Waltz (titre instrumental)

DVD
1. HALLOWEEN PARTY MV (clip vidéo)

## Musiciens
- Chant : Hyde, Tommy february6/heavenly6, Anna Tsuchiya, Kanon Wakeshima, Acid Black Cherry, Daigo, Kyo, Tatsuro, Ryūji Aoki
- Guitares : K.A.Z (de Vamps), Hitsugi (ja) (de Nightmare)
- Basse : Aki (de Sid)
- Batterie : Rina (de Scandal)